# Општина Липница (Констанца)
Липница (рум. Lipniţa) општина је у Румунији у округу Констанца.
Oпштина се налази на надморској висини од 129 m.